# Bibio alpestris
Bibio alpestris är en tvåvingeart som först beskrevs av Franz Paula von Schrank 1785.  Bibio alpestris ingår i släktet Bibio och familjen hårmyggor.
Artens utbredningsområde är Tyskland. Inga underarter finns listade i Catalogue of Life.